# حسين جميل

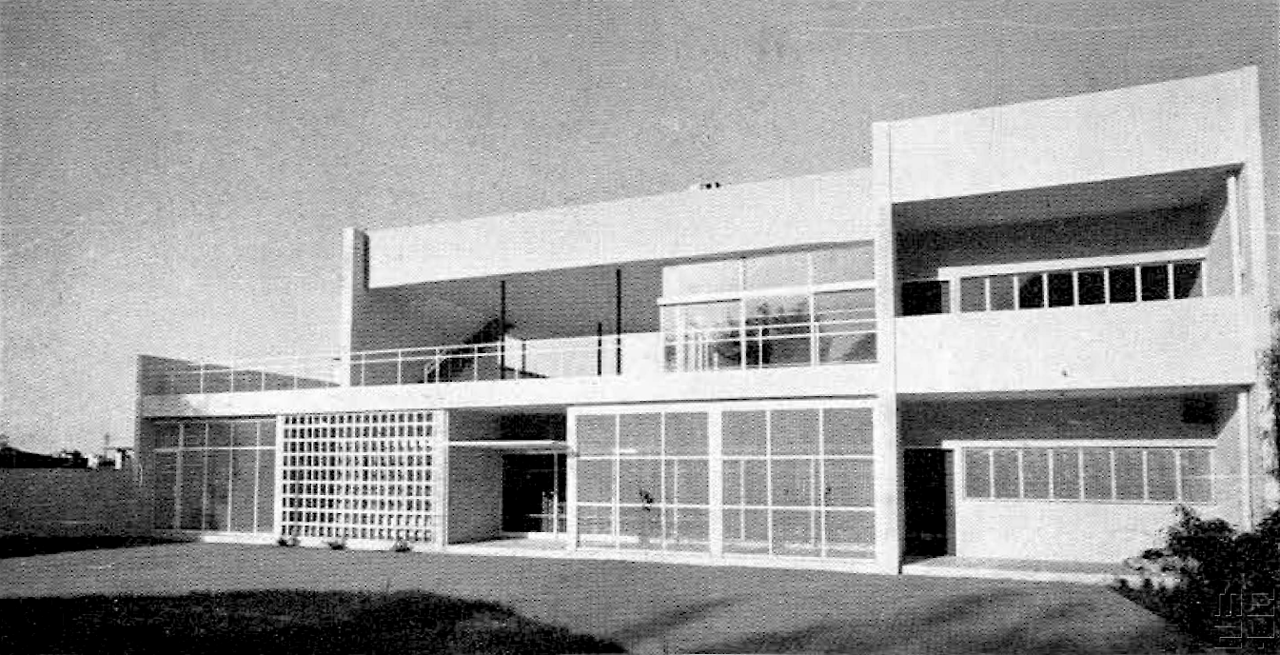
منزل حسين جميل، تصميم رفعة الجادرجي، بغداد، 1953.

حسين جميل، وهو حسين بن عبد المجيد بن أحمد من عائلة آل جميل البغدادية، شغل منصب وزير العدل في العهد الملكي في العراق عام 1949م، كما كان سياسيا وصحفيا بارعا، وكان والدهُ قاضياً في مدينة النجف الاشرف فولد في كربلاء في 8 شباط/فبراير 1908م، ثم تربى في بيت جده في بغداد، لقد بدأ حسين آل جميل حياته داخل أسرة إسلامية بغدادية محافظة دافعت عن العدالة وحاربت الظلم فقد كان جدهُ أحمد جميل قاضياً في بغداد، ووالدهُ عبد المجيد كان قاضياً تجول في أنحاء متعددة من العراق، بينما كان عمه هو العلامة الفقيه والمحدث عبد الجليل بن أحمد آل جميل الذي كان عضواً في المجلس العلمي السابق ومدرس في مدرسة الآصفية وله مؤلفات قيمة وتوفى عمه في عام 1377هـ/1957م، وجده الأكبر عبد الغني آل جميل مفتي الديار العراقية والذي أختاره الوالي داود باشا لتولي منصب الأفتاء في بغداد وكان أعلى منصب يشغله عراقي من غير الأتراك في عهد الدولة العثمانية.
دخل حسين جميل المدرسة الابتدائية في عام 1917م، بعد أن تعلم القرآن في طفولته في الكتاتيب، وبعد أن قضى في المدرسة السنتين الأولى والثانية، أكمل السنوات الأربعة الباقية في مدرسة ابتدائية أخرى في لواء العمارة، ملتحقاً بأبيه الذي كان يعمل قاضياً في محكمة العمارة، وأكمل الدراسة الثانوية في بغداد في المدرسة الثانوية المركزية، ويذكر أن حسين جميل وهو طالب في الثانوية المركزية في بغداد حين قام مع عدد من زملائهِ سنة 1926 بالاضراب بسبب سلوك معلم لغة إنكليزية تعمد توجيه الكلمات النابية بحق أبناء العراق، وفي فترة شبابهِ أسهم في الدفاع عن حرية الفكر سنة 1927 حين أقدمت السلطات العراقية في وقته على منع توزيع الكتب، وحينما جاء الصهيوني موند إلى بغداد سنة 1928 تظاهر حسين جميل مع عدد من أصحابه ضد هذه الزيارة.
لقد أحب حسين جميل مهنة الصحافة فمنذ طفولته عندما كان طالباً في مدرسة العمارة الابتدائية سنة 1923 وحرر المقالات ونشرها في مجلة التلميذ العراقي، وكتب في جريدة الاستقلال عام 1927، كما كتب في مجلة الشباب الصادرة في شباط سنة 1929.
دخل حسين جميل كلية الحقوق في بغداد ولكنه سرعان ما طرد منها لنشاطه السياسي القومي المعادي للحكم الملكي في العراق، حيث ساهم في عمل إضراب مع مجموعة من الطلاب وذلك في عام 1927م وهو ما زال شاباً، خلال حادثة فصل وزارة المعارف أستاذ التاريخ أنيس زكريا النصولي بسبب كتابه (الدولة الأموية في الشام)، وهو الكتاب الذي أثار مشاعر الشيعة في ذلك الوقت، فقررت وزارة المعارف وكان يشغلها السيد عبد المهدي المنتفكي لمنع تدريس كتابه في ثانوية بغداد، فكان حسين جميل من العناصر القيادية من طلاب الثانوية، فيذكر ذلك في كتابهِ العراق شهادة سياسية فيقول: (ثم اتصلت العناصر القيادية من طلاب الثانوية ودار المعلمين بعضها ببعضها الآخر، وكنت نشطاً فيها، وبعد المداولة بينهم اتفقوا على أن يتجمع الطلاب في صباح اليوم التالي الأحد 30 كانون الثاني 1927 في جانب الكرخ، وسط أرض فضاء تقع بين حدائق الصالحية ودور السكك الحديدية، وجرى إبلاغ الطلاب بأن يتجمعوا هناك تمهيداً للسير بمظاهرة إلى وزارة المعارف، وبالفعل تجمعوا ذلك الصباح هناك دون الذهاب للمدرسة، وطالبوا وزارة المعارف بإلغاء قرار الفصل وإعادة الاستاذ النصولي إلى عمله، وقد كنت من بين المتظاهرين، فتوجه الطلاب من حدائق الصالحية إلى وزارة المعارف، وكان موقعها في شارع الجسر القديم، شارع المأمون الآن، عبرَّ المتظاهرون جسر الصالحية الذي كان يسمى حينذاك (جسر مود) حيث تجمعوا أما باب وزارة المعارف، وفي مساء يوم المظاهرة ألقت الشرطة القبض على بعض الطلاب وكنت منهم، وقد قضينا ليلتنا في موقف شرطة السراي، ثم أطلق سراحنا بكفالة في اليوم التالي 31 كانون الثاني 1927). ثم فصل بعدها من الكلية ولم يكن قد اجتاز الصف الأول في الكلية فاضطر إلى السفر باتجاه سوريا وتخرج من كلية الحقوق في دمشق سنة 1930م، وعمل في مهنة المحاماة في العراق بداية سنة 1931م، وكان هو أحد مؤسسي جريدة الأهالي الصادرة سنة 1932م، وساهم في تأسيس الحزب الوطني الديمقراطي في سنة 1946م، وعند تأسيسهِ أصبح سكرتيراً عاماً للحزب، وأصبح عضواً في مجلس النواب خلال السنوات 1947، 1948، 1954، كما شغل منصب وزارة العدل في حكومة علي جودت الأيوبي للفترة 1949-1950م، وبعد ذلك أنتخب نقيباً للمحامين العراقيين لأربع دورات متتالية خلال الفترة 1953-1957م، كما أنتخب أميناً عاماً لأتحاد المحامين العرب للفترة 1956-1958م.
وشغل منصب وزير الإرشاد في حكومة عبد الكريم قاسم حيث عين في 10 شباط 1959 ولكنه استقال بعد يومين، إذ اتخذ قراره بتعطيل جريدة اتحاد الشعب لنشرها مقالاً سبق أن رفضه لتطاول المقال على الوزراء المستقيلين ومنهم الوزير الذي سبقهُ في الإرشاد، وكان ذلك يدل على رفعة أخلاقه وتنزهه عن الكلام عن الذين سبقوه، فألغى الزعيم قاسم قراره بالتعطيل، ولهذا قام بتقديم استقالته على الفور.

## مؤلفاته
- انكلترا في جزيرة العرب 1930.
- الاحكام العرفية 1953.
- تكييف القانون لحق النقض 1958.
- العراق الجديد 1958.
- فكرة توحيد القانون الجنائي للبلاد العربية ووسائل تحقيقها 1967.
- الحياة النيابية في العراق 1948.
- نشأة الأحزاب السياسية 1948.
- حقوق الإنسان في الوطن العربي.
- العراق شهادة سياسية 1908-1930.[4]

ويعتبر حسين جميل أول من ألف كتاباً عن حركة 14 تموز 1958 فبعد بضعة أشهر من اندلاع الثورة نشر كتاب العراق الجديد وهذا الكتاب عبارة عن محاضرة القاها باللغة الانكليزية في مدينة نيودلهي في الهند حيث كان يعمل سفيراً للعراق آنذاك بتاريخ 29 أيلول/سبتمبر 1958.
وله الكثير من المقالات في الصحف العراقية والأجنبية، وكتب سلسلة مقالات في مجلة الهلال المصرية 1966-1967، وكانت تحت عنوان ((صفحات من التراث الديمقراطي العراقي 1919-1922)).

## وفاته
توفي الصحفي والسياسي حسين جميل في 7 كانون الثاني/يناير عام 2001 في بغداد.